# 自由电视台
自由电视台（阿拉伯语：‎），又译作“自由之声电视台”、“自由之音电视台”，是一家总部位于美国弗吉尼亚州的，面向中东及北非地区观众播放新闻和时事的公共阿拉伯语卫星电视台。

## 组织运营
自由之声由中东广播网经营。中东广播网是一个非营利性组织机构，美国广播理事会的经费是其资金来源，而美国广播理事会是由美国议会拨款的独立联邦机构。美国广播理事会监督美国所有公共广播电台及电视台，是保护广播电台及电视台新闻编辑独立性和专业性的防火墙。
自由之声的总部位于弗吉尼亚州的斯普林菲尔德。它在巴格达及迪拜设立分社，在贝鲁特、耶路撒冷、开罗和华盛顿下设新闻制作中心，它的记者更是遍布中东、北非、美国及欧洲。
自由之声的使命是在“支持民主价值观念“，“拓宽思想、观念和角度”的同时，向观众提供“客观、准确、有意义”的新闻消息。在中东及北非地区众多媒体竞争激烈的局面下，自由电台通过提供更多有关美国问题和政策的深度报道，以及提供在阿拉伯电视网络中不常见的宽广观点和角度，使其在地区媒体中得到凸显。
自由之声成立于2004年2月14日，隶属于美国广播理事会，向中东及北非地区的22个国家播放节目。据时任美国广播理事会主席肯尼思·汤姆林森称，这个电视台的宗旨是“鼓励和支持辩论，并使讲阿拉伯语的人有机会听到西方对妇女权益、经济机会以及自由民主的看法”。有评论认为，自由电视台的推出，旨在跟经常与美国唱反调的半岛电视台竞争。 
2004年4月，新频道“自由之声－伊拉克”（Alhurra-Iraq）正式开播。该频道在保留大多数自由之声涵盖的内容的同时，增加额外的针对伊拉克观众的节目内容。通过卫星,自由之声将节目传播到伊拉克的各个角落，包括巴士拉和巴格达，并在伊拉克当地获得成功，成为最受伊拉克观众喜欢的前四位的电视频道。

## 历史
鉴于阿拉伯几大电视网络的普遍反美倾向，以及他们对阿拉伯人民对涉美问题的舆论影响，美国政府官员因此建立了自由之声。自由之声作为除阿拉伯当地电视网络频道之外的又一选择，旨在为观众提供更“中立和客观”的新闻内容，以此提高美国在阿拉伯地区的形象。
自由之声成立背后的主推力来自Norman Pattiz，他是广播业巨头Westwood One的总裁、创始人以及董事长。作为控制美国所有境外非军事广播电视节目的美国联邦机构——美国广播理事会的一员，Pattiz极力主张建立一个由美国资本运营的，针对阿拉伯观众的电视网络。Pattiz曾是美国广播理事会管理下的，集播放音乐，娱乐及新闻于一体的阿拉伯语广播网——萨瓦电台（Radio Sawa）的负责人。创立自由之声的想法就来自于萨瓦电台在中东的地区对年轻听众的成功推广。
Pattiz认为，由于已有的阿拉伯新闻网对有关伊拉克、阿富汗、巴以冲突的集中报道，阿拉伯观众对美国的评价被负面的影响。他认为通过展现更多有关地区冲突和美国政策的观点，以及报道更多更广泛的阿拉伯观众感兴趣的地区和全球问题，一家由美国资本运营的卫星频道可以提升美国在中东地区的形象。
在2004年5月CBS的《60分钟》节目中，Pattiz介绍了由他帮助制作的，使自由之声成功成立的著名推广短片。他说：“我们展示了人们在中东电视上能看到的有关美国负面形象的内容，大量播出的反美游行示威，烧毁总统肖像，踩踏美国国旗的画面。然后我们告诉他们‘这就是你们能看到的美国’，随后就是4秒左右的黑屏。”
在Pattiz的努力下，小布什政府为自由之声向国会请求资金，最终获得了支持自由之声第一年运营（包括启动资金在内）的6200万美元。自2003年秋季开始，历时近6个月，由一栋旧电视台翻新而成的现代广播电视台——自由之声最终于2004年2月14日，于弗吉尼亚州斯普林菲尔德首次直播。

## 节目

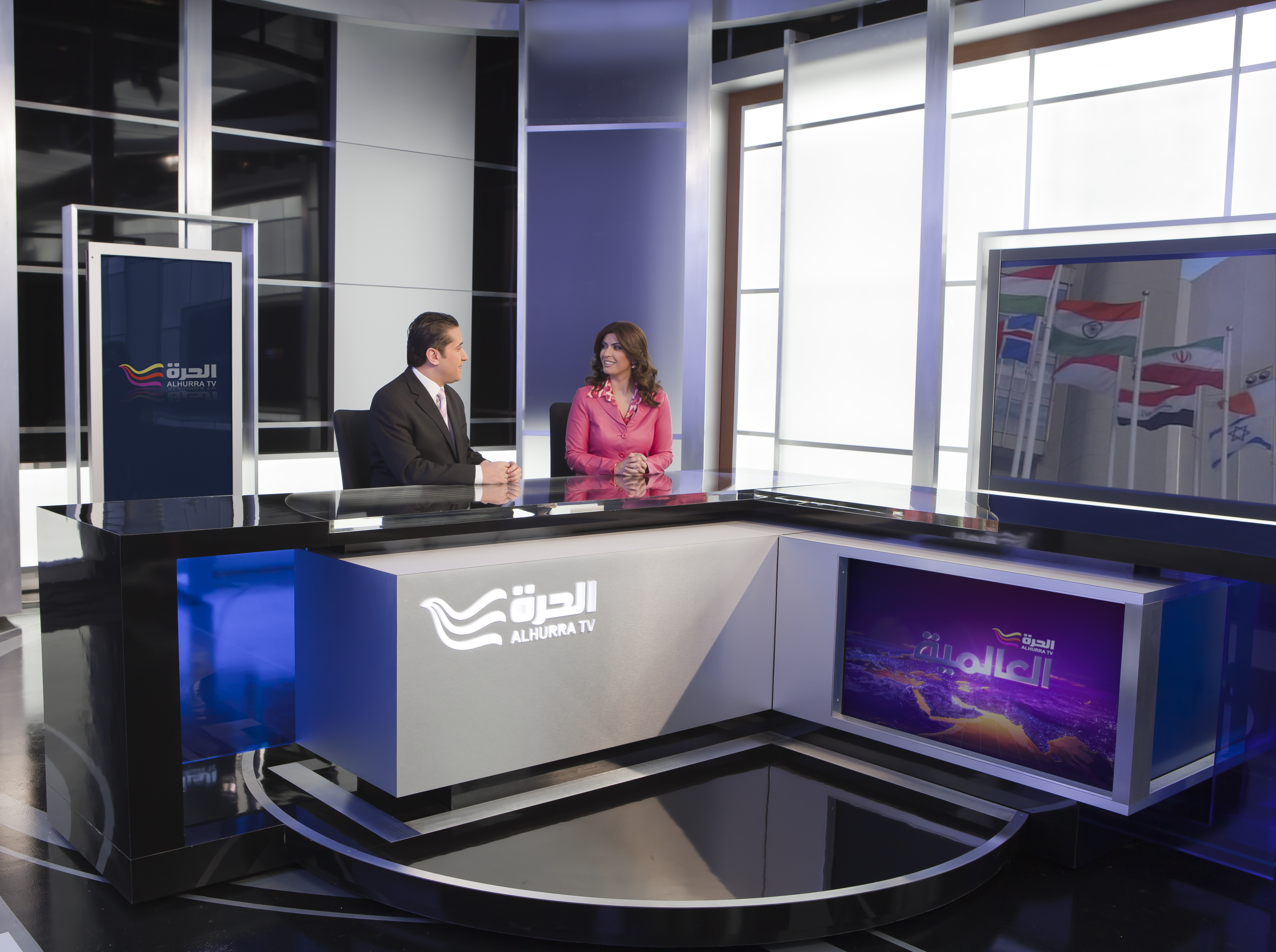
自由电视台在美国弗吉尼亚州斯普林菲尔德的演播室，摄于2011年2月。

自由之声24小时全天播放节目，并且像其他美国广播理事会运营的电视台一样，自由之声是没有广告的。除了播报地区及国际新闻，自由之声的节目涉猎多种多样的主题，包括女性权利，人权，宗教解放，言论自由，健康，娱乐新闻，体育和科技内容。自由之声还将美国（及全球）观众熟悉的原版英语节目，比如PBS的《锋线》（Frontline）和《NOVA》，A&E的《传记》（Biography）和《现代传奇》（Modern Marvels），附上阿拉伯语字幕通过其频道播出。 
自由之声成立以来，制作并播出了许多一对一的长篇访谈节目，邀请到了许多著名的政治家，新闻工作者和学者作为嘉宾。在这些嘉宾中不乏许多国家领导人、最高法院法官、外交部长、国家安全顾问、国务卿和白宫各党派的教育、商业官员。许多新闻工作者都在自由之声上出现过，如Tom Friedman和David Brooks，还有许多杰出的政客，如Mary Matalin、Jalal Talabani、Paul Volcker、John Bolton、Terry McAuliffe、Joe Lieberman、Susan Turnbull、Robert Zimmerman、Steve Murphy、David Corn、Peter Fenn、Michael Steele、Tony Coehlo、Alon Ben-Meir和Eleanor Clift等。

## 相关争论

### 亲美倾向
自由之声通过美国广播董事会由美国国会提供资金这一事实，成为其受到批评的原因。有批评称自由之声是“美国的宣传“并播出带有亲美倾向的新闻。自由之声曾公开将自己区别于带有反美基调的其他中东媒体。在自由之声成立初期，主管人员曾通知工作人员避免使用那些被其他电视网络（如半岛电视台）在报道有关美国军队在伊拉克行动内容时，被“过度使用”的词汇，比如说“殉道者”（martyr）、抵抗战士”（resistance fighter）和占领军（occupation forces），应选用如“武装团体”（armed groups）和“美军和联军部队”（U.S. and coalition forces）。
阿拉伯新闻工作者认为，自由之声过多的遵从阻止军事活动信息对外公开的禁令，而西方媒体通常不理会那些禁令。英国皇家海军军官Steve Tatham举了一个例子，一个英国军官向阿拉伯和西方媒体简要陈述了一艘人道主义救援船，由于区域内正在进行对抗伊拉克当地暴动的军事活动而被扣留。据Tatham所说，当那名英国军官出于安全原因，要求媒体延迟发步这条信息时，福克斯新闻台无视这条要求，而自由之声就照办了。
来自黎巴嫩的自由之声首位新闻主管Mouafac 于2006年辞职，他声称他辞职的一部分原因就是因为他“感觉美国传播董事会希望自由之声推进美国外交政策，而不是报道新闻。”他声称自由之声有一种“想要讨好华盛顿而不是阿拉伯观众的倾向”。

### 反美倾向
自由之声也面临着美国保守派学者的批评，他们声称自由之声一直在播出“反美”内容。2007年，保守派专栏作家Joel Mowbray在华尔街日报写下一系列严厉地批评性专栏文章，声称自由之声已经变成“恐怖分子的舞台”。他写道，自由之声直播未经审查的真主党领袖哈桑·纳斯鲁拉和哈马斯领袖伊斯梅尔·哈尼亚的演讲，采访在9·11袭击中兴高采烈的基地组织成员，组织提出破坏耶路撒冷阿克萨清真寺为以色列的计划的阴谋论者进行讨论。
Mowbray还引用了未透露名字的自由之声职员，对新闻主管Larry Register“试图通过迎合阿拉伯人的情感”而将自由之声变得更像半岛电视台的控诉。最终，Register因Mowbray的文章引起的公众激愤而辞职。
2008年，美国监察长办公室报告指出，自由之声在收紧节目和政策方面迈出重要一步，这使它为实现自身使命增强了可靠性。